# Яхдун-Лим

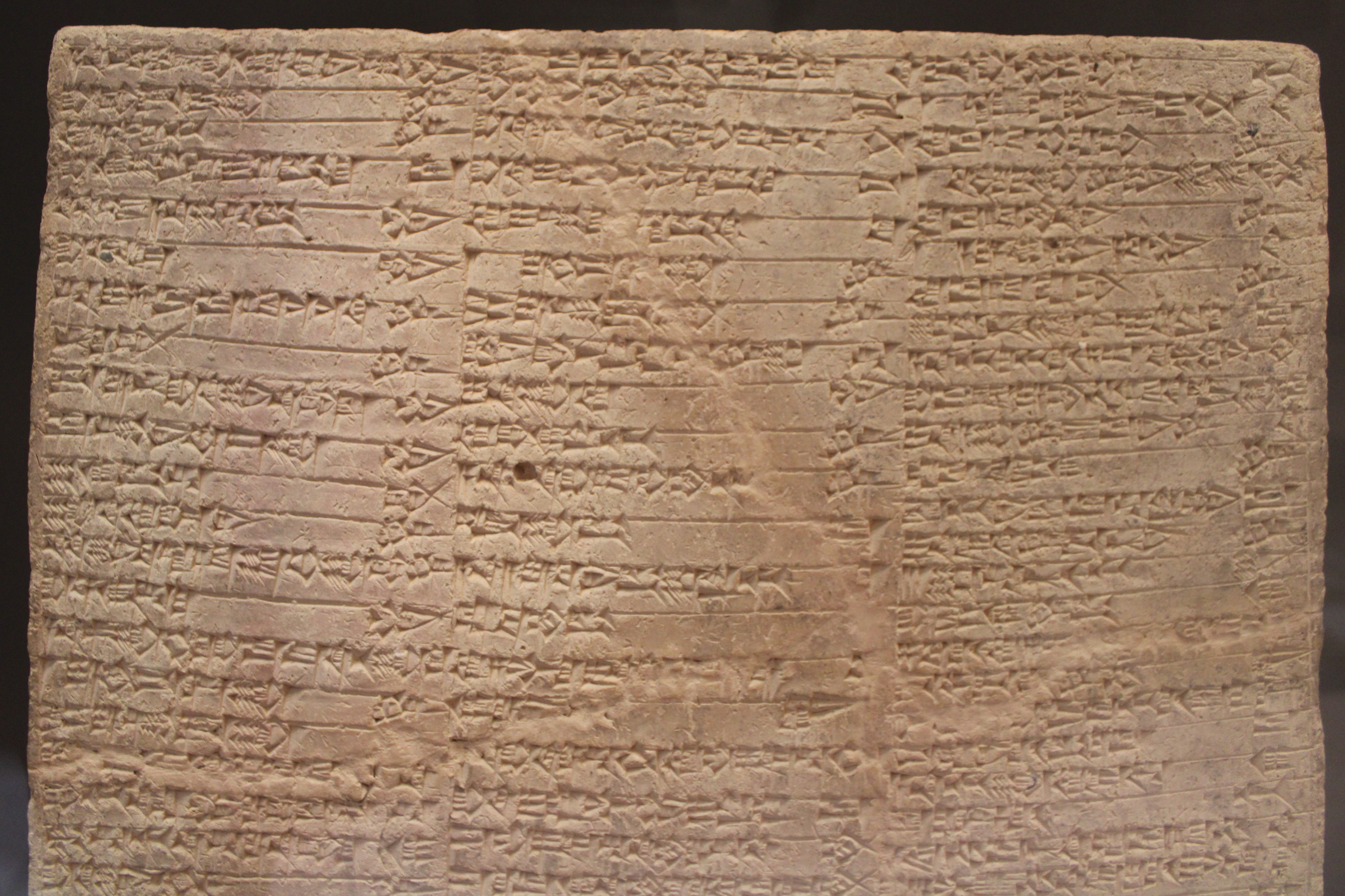
Надпись Яхдун-Лима

Яхдун-Лим — царь Мари, правил приблизительно в 1813 — 1796 годах до н. э. Сын Яггид-Лима, унаследовал трон своего отца.

## Правление
Вероятно, именно Яхдун-Лим заложил основы будущего величия страны. Предпринял ряд мер, чтобы усилить мощь страны и благосостояние её граждан. В его правление Мари становится одной из ведущих держав региона. В международной политике проводил экспансионную политику.
От этого царя дошла строительная надпись, безукоризненное материальное исполнение которой и выдающиеся литературные достоинства показывают, сколь глубоко бывшие жители степей усвоили вавилонскую культуру. Эта надпись сделана в честь строительства в Мари храма бога солнца Шамаша. В ней, в частности, говорится об экспедиции к Средиземному морю и в прибрежные горы. Для рассказа об этом предприятии были выбраны весьма звучные слова, записанные на хорошем старовавилонском языке, который, правда, оказался неспособен скрыть основную цель этого похода — добычу древесины, произрастающей в горах Аманус. Речь в данном случае, конечно, шла не о завоевании, а об одном из набегов, столь характерном для той эпохи. Направив свою армию вверх по течению Евфрата, Яхдун-Лим закрепился в городе Туттуль, после чего повернул на запад к берегам Средиземного моря, где заставив города сирийского побережья платить ему дань.
На обратном пути Яхдун-Лим попал в засаду устроенную тремя «царями» кочевых амурру (племён урабу, амнанум и раббу), к которым присоединился правитель Ямхада — набирающего силу государства, также претендующего на гегемонию в здешних местах. Яхдун-Лим среди своих врагов упоминает Суму-эпуха, правителя Ямхада Но Яхдун-Лиму удалось прорваться и уйти от войск, собранных этими союзниками.
Однако продвижение Яхдун-Лима в северном направлении, в сторону плодородного, так называемого «треугольника реки Хабур», встретило яростное сопротивление верхнемесопотамского царя Шамши-Адада I, также претендующего на эти земли. В архивах дворца при раскопках города Мари найдено письмо правителя «Верхней страны», искавшего защиты у Яхдун-Лима. Ранее автор письма успешно противостоял нападениям Халеба, Каркемиша и Уршу, но притязания Шамши-Адада, который уже захватил несколько городов его царства, представляли более серьёзную угрозу. Несмотря на то, что датировочные формулы Яхдун-Лим говорят о некоторых победах войск царства Мари над Шамши-Ададом I (согласно одной формуле, Яхдун-Лим сжёг урожай земли Шамши-Аддада, согласно другой — победил армию Шамши-Аддада у ворот города Нагара) и даже походе на город Экаллатум, одну из столиц Шамши-Адада, дальнейший ход истории говорит, что общий перевес в этой войне был не на стороне Яхдун-Лима. Чтобы защитить западную границу, он основал Дур-Яхдун-Лим («Крепость Яхдун-Лима») вверх по течению от Терки.
Более того, власть Яхдун-Лима над его собственным царством часто оказывалась под угрозой: ему приходилось отражать набеги царьков Среднего Евфрата и вторжения кочевых племён — бенъяминитов и ханеев. Над ханеями Яхдун-Лим одержал одну из самых ярких побед, разгромив семь их вождей и окончательно подчинил их своей власти. После этой победы Яхдун-Лим стал именовать себя царём страны Хана (то есть ханеев). В борьбе с бенъяминитами Яхдун-Лим также, видимо, добился значительных успехов. Победе над ними посвящены как минимум четыре датировочные формулы Яхдун-Лима. Несмотря на то, что ещё не раз происходили мелкие инциденты (угон скота и т. п.), в дальнейшем, эти племена стали серьёзной опорой царской власти.
Внутри страны он начал осуществлять крупномасштабные проекты по ирригации (его датировочные формулы упоминают прорытие двух каналов), также по усилению фортификационных сооружений Мари и близлежащей Терки. Следил за безопасностью торговых маршрутов. Установив внутренний мир, он построил храм бога Шамаша (строительству этого храма посвящены две датировочные формулы). В своей надписи Яхдун-Лим заявляет, что «укрепил основания» города Мари. Несмотря на то, что вскоре его царству предстояло перейти под власть Шамши-Адада, достижения Яхдун-Лима не пропали даром; именно на них, вероятно, опирался впоследствии его сын (или племянник) Зимри-Лим.
Был убит по приказу царя Терки, возможно, рукой своего собственного сына, Суму-Ямана, который короткое время занимал трон, пока в свою очередь не был убит слугами.

## Список датировочных формул Яхдун-Лима
|   | |
| a | Год, в котором Яхдун-Лим захватил Пахудар mu ia-ah-du-li-im pa-hu-da-arki isy-ba-tu-u2                                                                                   |
| b | Год, в котором Яхдун-Лим захватил Залпах и сжёг зерно Абаттума mu ia-ah-du-li-im za-al-pa-ahki isy-ba-tu u3 sze-a-am sza a-ba-timki iq-lu-u2                             |
| c | Год, в котором Яхдун-Лим победил яминитов и Имар у ворот Абаттума mu ia-ah-du-li-im da-wi-da-am sza dumu-mesz ia-mi-na u3 i-ma-arki i-na ka2 a-ba-at-timki i-du-ku-u2    |
| d | Год, в котором Яхдун-Лим победил войска … в Терке mu ia-ah-du-li-im da-wi-da-am sza sya-ab … i-na ter-qaki i-du-ku                                                       |
| e | Год, в котором Яхдун-Лим отправился в Хен и покорил степь яминитов mu ia-ah-du-li-im a-na he-enki il-li-ku-ma u3 na-wa-am sza dumu-mesz ia-mi-na a-na qa-ti-szu i-di3-in |
| f | Год, в котором Яхдун-Лим сжёг урожай земли Шамши-Аддада mu ia-ah-du-li-im e-bu-ur ma-at sa-am-si-dim u2-qa-al-lu-u2                                                      |
| g | Год, в котором Яхдун-Лим победил яминитов и … у ворот Туттуля mu ia-ah-du-li-im da-am7-da-am sza dumu-mesz ia-mi-na u3 … i-na ka2 tu-tu-ulki i-du-ku                     |
| h | Год, в котором Яхдун-Лим победил яминитов mu 1-kam ia-ah-du-li-im da-wi-da-am sza dumu-mesz ia-mi-in i-du-ku                                                             |
| i | Год, в котором Яхдун-Лим строил храм Шамаша mu 1-kam e2-dutu ia-ah-du-li-im ba-du3                                                                                       |
| j | Второй год, в котором Яхдун-Лим строил храм Шамаша mu 2-kam e2-dutu ia-ah-du-li-im ba-du3                                                                                |
| k | Год, в котором Яхдун-Лим победил армию Шамши-Аддада у ворот Нагара mu ia-ah-du-li-im da-wi-da-am sza sya-ab sa-am-si-dim i-na ka2 na-ga-arki i-du-ku                     |
| l | Год, в котором Яхдун-Лим прорыл канал Пузурран mu ia-ah-du-li-im id2-pu-zu-ra-an ip-tu-u2                                                                                |
| m | Год, в котором Яхдун-Лим пошёл к земле Экаллатума mu ia-ah-du-li-im a-na ma-at e2-gal-ha2 i-li-ku                                                                        |
| n | Год, в котором Яхдун-Лим отстроил городские стены Мари и Терки mu ia-ah-du-li-im bad3 ma-riki u3 ter-qaki ib-nu-u2                                                       |
| o | Год, в котором Яхдун-Лим прорыл канал Хубур mu ia-ah-du-li-im id2-da hu-bu-ur ip-tu-u2                                                                                   |

| II династия Мари (аморейская) |                                                    |                     |
| Предшественник: Яггид-Лим     | Царь Мари ок. 1813 — 1796 до н. э. (правил 17 лет) | Преемник: Суму-Яман |